# Eden Espinosa
Eden Erica Espinosa (Anaheim, California; 2 de febrero de 1978) es una cantante y actriz teatral estadounidense.

## Familia
Los padres de Eden Espinosa son un pastor y compositor de música Cristiana, y un profesor de escuela pública. Ella también tiene un hermano.

## Grabaciones
- Top 25 Praise Songs - Updated (2000)
- Top 25 Acoustic Worship Songs (2002), en esta producción Eden Espinosa interpreta Seek ye first de Karen Lafferty.
- The Maury Yeston Songbook (2003)
- Hair - The Actors' Fund of America Benefit Recording (2005)
- Brooklyn The Musical (2005 Original Broadway Cast Recording)
- Dreaming Wide Awake The Music of Scott Alan (2007)
- David Burnham - Featured duet: "As Long As You're Mine" (2007)
- Magical Fireworks - sound track: Disneyland